# フェリペ2世 (スペイン王)
フェリペ2世（スペイン語：Felipe II, 1527年5月21日 - 1598年9月13日）は、ハプスブルク家のスペイン国王（在位：1556年 - 1598年）、ポルトガル国王（在位: 1580年 - 1598年）。慎重王（el Prudente）と称された。イングランド女王メアリー1世との結婚期間中、共同統治者としてイングランド国王フィリップ1世の称号を有していた。また1580年からは、フィリペ1世としてポルトガル国王も兼ねた。
スペイン帝国・スペイン黄金世紀の最盛期に君臨した国王で、絶対主義の代表的君主の一人とされている。その治世はスペイン帝国の絶頂期に当たり、ヨーロッパ・中南米・アジア（フィリピン）に及ぶ大帝国を支配し、地中海の覇権を巡って争ったオスマン帝国を退けて勢力圏を拡大した。さらにポルトガル国王も兼ね、イベリア半島を統一すると同時にポルトガルが有していた植民地も継承。その繁栄は「太陽の沈まない国」と形容された。
1925年発行の100ペセタ紙幣に肖像が使用されていた。

## 生涯

### 出生から即位まで
1527年神聖ローマ皇帝カール5世（スペイン国王 カルロス1世）とポルトガル国王マヌエル1世の娘イザベルとの間に生まれた。スペイン国王にして神聖ローマ皇帝に選出された父カルロスは当時のヨーロッパで最大の勢力を持ち、ヨーロッパ以外の広大な領土とあわせて、その繁栄を謳歌していた。
フェリペは1556年1月16日、父の退位によりオーストリアを除く領土を受け継ぎ、スペイン国王フェリペ2世として即位した。28歳であった。既に1521年にオーストリア大公、1531年にローマ王となっていた叔父フェルディナントは、この時に皇帝位を継承した。こうしてハプスブルク家は、スペイン・ハプスブルク家とオーストリア・ハプスブルク家に分化した。

### バンカロータ
フェリペ2世は、1556年の即位と同時に膨大な借金（総額3,600万ドゥカート、これに年間100万ドゥカートの利子が付く）も受け継ぎ、翌1557年に最初の破産宣告（国庫支払い停止宣言：バンカロータ）をせざるを得なかった。在位中にこれを含め、4回のバンカロータを行っており、フェリペ2世の時代の厳しい国庫事情が窺える。しかしイタリア戦争においては1559年、カトー・カンブレジ条約でフランスのイタリアに対する要求を放棄させた。

### 「書類王」
フェリペ2世はアラゴン王国にあった副王制を用いて帝国全体を統治した。各地に副王を置き、中央集権体制を整えたのである。1561年、国土の中央に位置するという理由でバリャドリッドからマドリードに宮廷を遷し、スペインの「首都」が初めて確定する。後にマドリード郊外にエル・エスコリアル修道院を作り（1563年着工、1584年完成）、この宮殿の中から広大な領土への命令を発した。ヨーロッパ中を転々と巡回して統治を行った前王とは違って、ほとんど宮殿に籠って政務に専念したため、「書類王」とも呼ばれた。
フェリペ2世が作り上げた官僚主義的な書類決裁システムは、当時のヨーロッパでは先進的といってよいものであったが、その革新性ゆえフェリペの引退後にスペイン王国でこのシステムを機能させられた為政者はオリバーレス公伯爵くらいであったとも言われる。

### カトリックの盟主
「異端者に君臨するくらいなら命を100度失うほうがよい」と述べているほど、フェリペ2世はカトリックによる国家統合を理想とした。本人も熱心なカトリック教徒であったとされる。オーストリア・ハプスブルク家の皇帝がプロテスタント勢力と迎合し、その信仰を許可したこと（アウクスブルクの和議）に対し不満を持ち、カトリックの盟主になることを自認したと言えよう。1559年に禁書目録が公布され、指定された大学以外の大学でスペイン人が学ぶことも、一時的にではあるが禁止された。またフランスのユグノー戦争にも介入し、カトリック同盟を支援した。
このような異端不寛容的政策に対して、1568年にはネーデルラントの反乱が、アルプハラース山地でモリスコ（キリスト教に改宗したモーロ人）の反乱が起こった。それでもカトリック盟主として1571年、レパントの海戦を率い、異母弟ドン・フアン・デ・アウストリアをヨーロッパ連合艦隊の総司令官に任命してオスマン帝国海軍に勝利し、1579年にネーデルラント南部諸州を八十年戦争から離脱させ、1580年にはポルトガル王国を併合してスペイン最大の版図を獲得した。

### 「太陽の沈まぬ帝国」と無敵艦隊の敗北

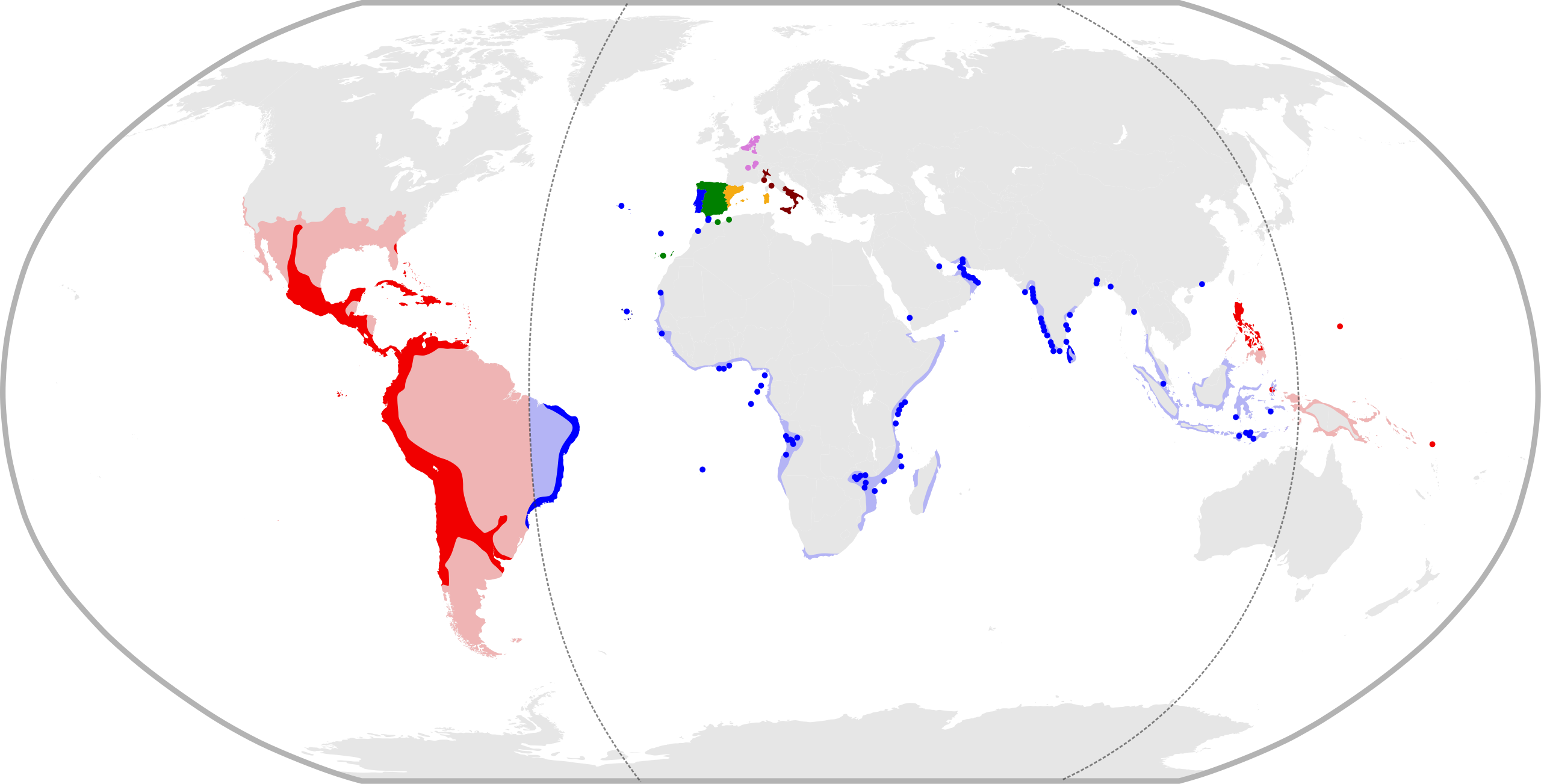
1598年のフェリペ2世の帝国

1580年のポルトガル併合によって、フェリペ2世はインディアス（新大陸）、フィリピン、ネーデルラント、ミラノ公国、フランシュ＝コンテ（以上カスティーリャ王国領）、サルデーニャ島、シチリア島、ナポリ王国（以上アラゴン連合王国領）、ブラジル、アフリカ大陸の南西部、インドの西海岸、マラッカ、ボルネオ島（以上ポルトガル王国領）という広大な領土を手に入れ、「太陽の沈まぬ帝国」と呼ばれるスペイン最盛期を迎えた。1584年には日本から来た天正遣欧少年使節を歓待している。そこで示した愛想良く快活な振る舞いは、普段の厳かで抑制的な態度と異なり周囲を驚かせた。
しかし、1581年にネーデルラント北部諸州はフェリペ2世の統治権を否認する布告を出した。1588年、フェリペ2世は北部諸州を支援しているイングランドを叩くために無敵艦隊を派遣したが、アルマダの海戦で敗北した。フェルディナント1世が引きつぐはずだった帝国郵便は、フェリペ2世が事業を継承、維持費を負担していたが、元々ネーデルラントを中心とする郵便網は、八十年戦争によって権益をさらに侵食された。
アルマダの敗戦の頃からスペインに衰退の兆候が現れ始め、貴族位や領主権などの売却や、1590年にはミリョネス新税を導入している。この頃にはスペイン領アメリカからの貴金属の着荷も最大になったが、軍事費増大による国庫の破綻は防げず、1596年に大規模なバンカロータを行わざるを得なかった。財源を中南米の金銀とネーデルラントの税収に頼って産業育成を怠ったつけも回っていた。さらに同年から約3年にわたってペストが流行する。スペイン帝国に盛期をもたらしたフェリペ2世が死の床につく頃には、「スペインの世紀」は終わろうとしていた。

## 結婚生活とフェリペ2世の家族

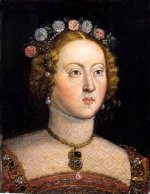
最初の妻マリア・マヌエラ・デ・ポルトゥガル

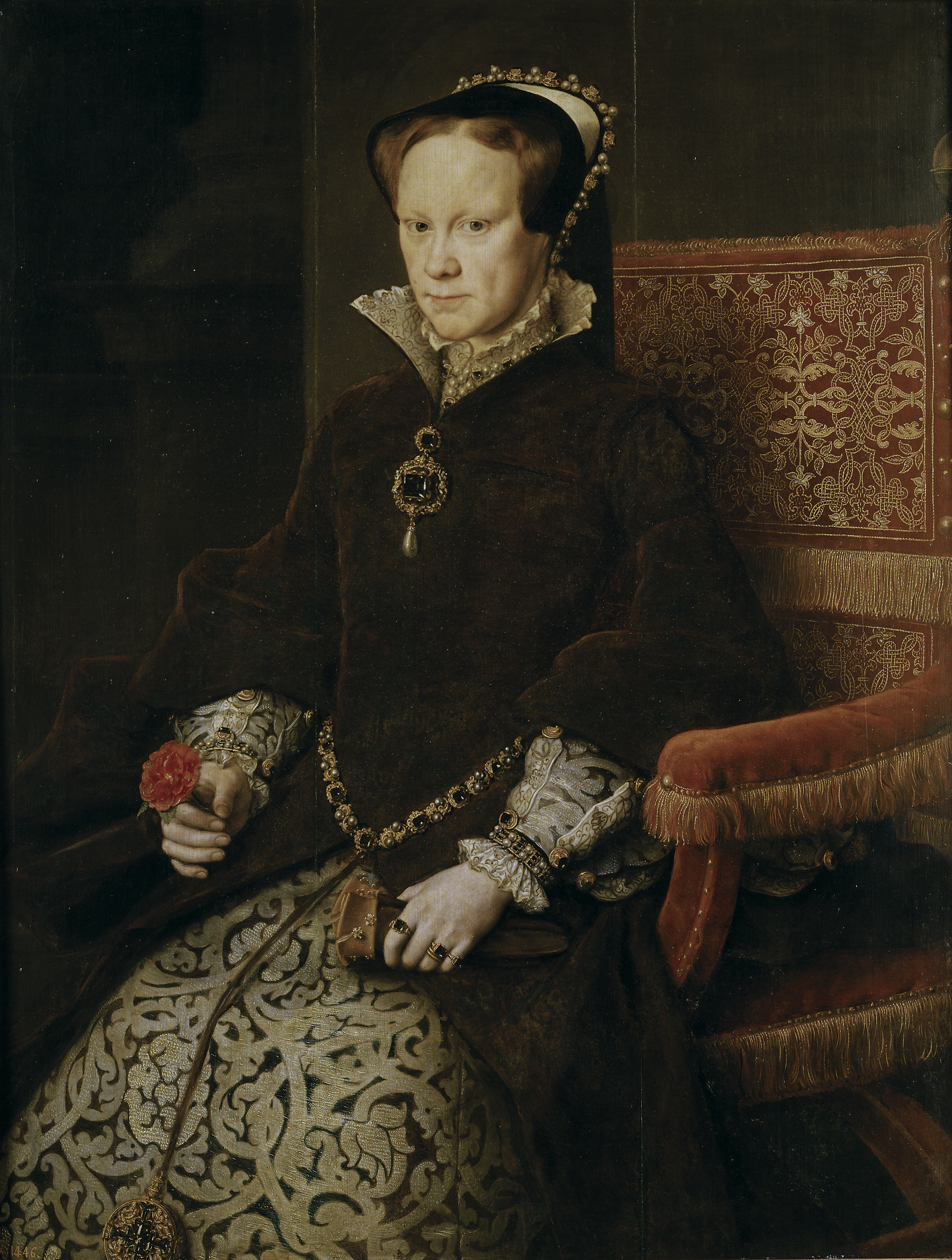
2番目の妻、イングランド女王メアリー1世

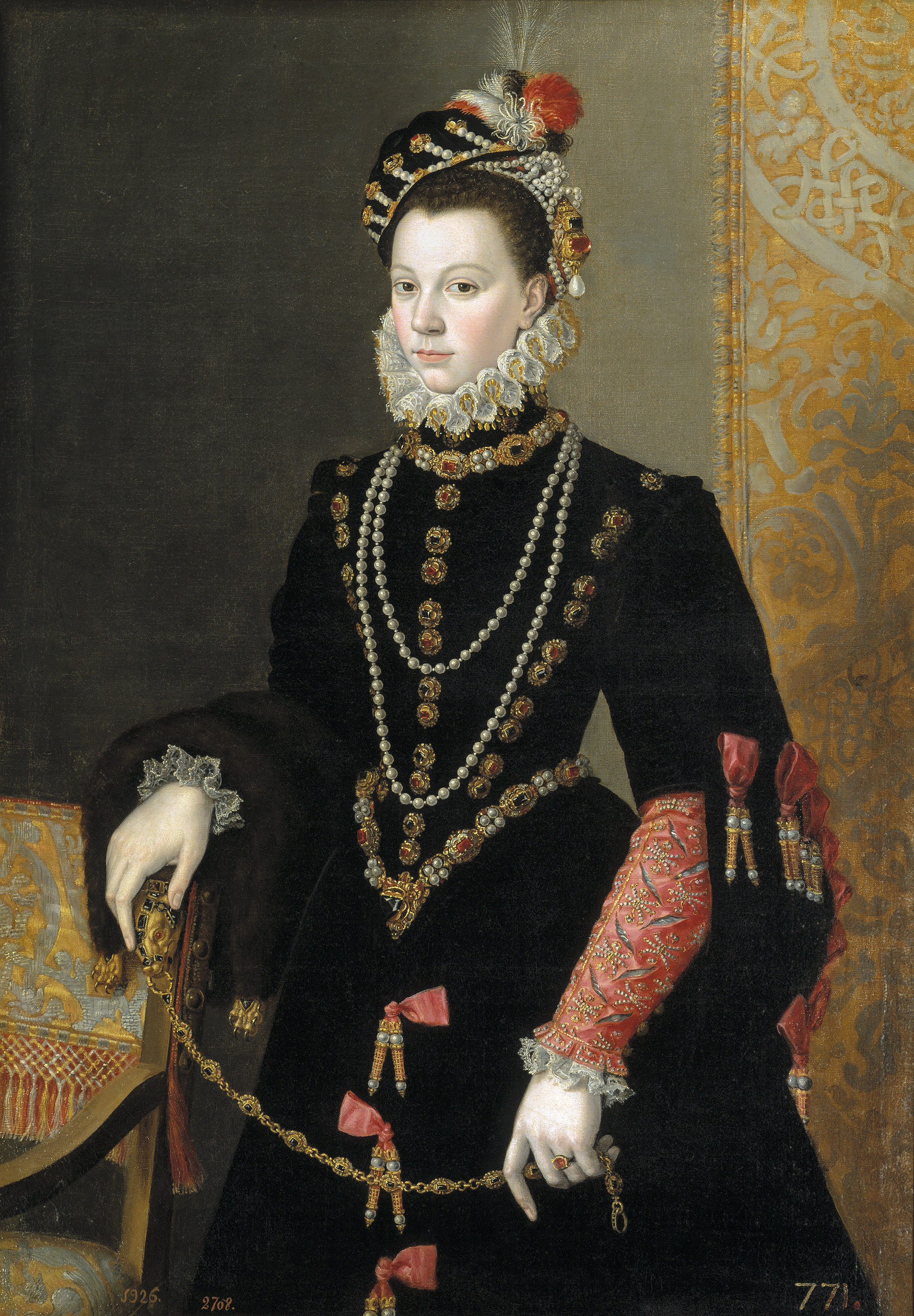
3番目の妻エリザベート・ド・ヴァロワ

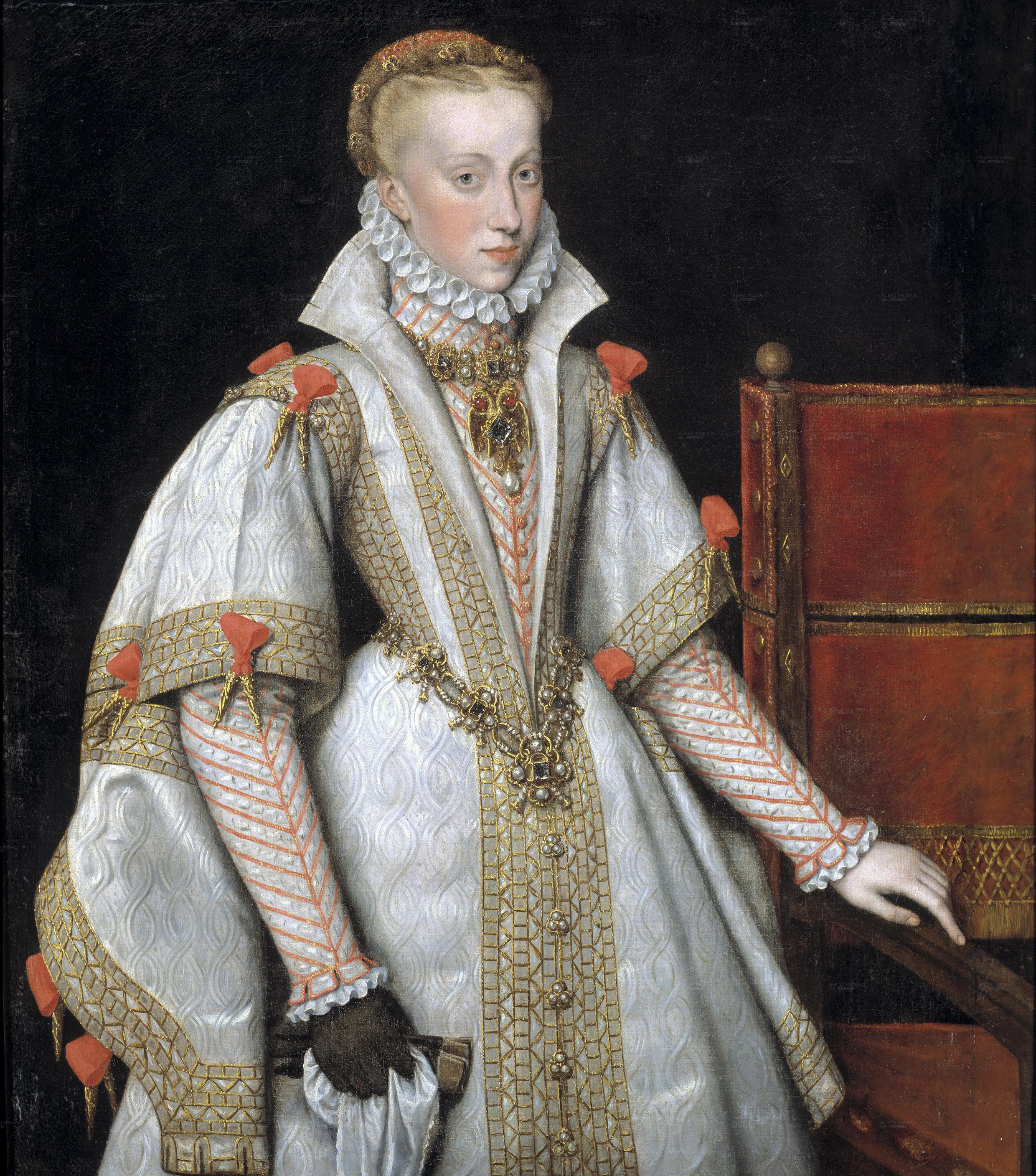
最後の妻アナ・デ・アウストリア

フェリペ2世は王太子時代の1543年、ポルトガル王女マリア・マヌエラ（1527年10月15日 - 1545年7月12日）と結婚した。2人は同い年であった。マリア・マヌエラの父はフェリペの母イザベルの兄ジョアン3世、母はカール5世の妹カタリナであり、父方でも母方でもフェリペの従妹に当たる。1545年に長男ドン・カルロスをもうけるが、同年に彼女は死去した。
1554年、イングランド女王メアリー1世（1516年2月18日
- 1558年11月17日）と結婚した。メアリー1世は父カール5世と母イザベルの共通の従妹に当たる。スペイン王家からすればフランスのブルボン家との対抗上、メアリー1世からすれば国内での親カトリック政策の後ろ盾として、互いを求めた政略結婚であったが、11歳年上のメアリー1世とは性格が合わず、1556年にフェリペは即位のためスペインに帰国、1年半後に3ヶ月ほどロンドンを再訪したのみで別居状態となった。すでに高齢出産の年齢に達していたうえメアリー1世は婦人科系の病に冒されていた模様で、子をもうけないまま1558年に死去した。
1559年、フランス国王アンリ2世の長女エリザベート・ド・ヴァロワ（1545年4月2日 - 1568年10月3日）と結婚した。エリザベートの母はカトリーヌ・ド・メディシスであった。この結婚はスペイン・フランス両国で結ばれたカトー・カンブレジ条約によるものであり、エリザベートはもともとフェリペ2世の一人息子ドン・カルロスの婚約者であった。エリザベートは、イサベル・クララ・エウヘニアとカタリーナ・ミカエラの2女をもうけたが、彼女も1568年に死去した。なお、その数ヶ月前にドン・カルロスも死去している。オラニエ公ウィレム1世などから、フェリペ2世が妻エリザベートと息子ドン・カルロスを毒殺したとして非難されているが、その真偽は不明である。
1568年、オーストリア・ハプスブルク家のアナ・デ・アウストリア（1549年11月1日 - 1580年10月26日）と結婚した。アンナの父である神聖ローマ皇帝マクシミリアン2世はフェリペ2世と同年生まれの従弟であった。さらに彼女の母マリアはフェリペ2世の妹であるという関係から、2人は伯父と姪の結婚となるため、ローマ教皇ピウス5世が当初は反対したという経緯がある。彼女とは4人の息子と1女（マリア）をもうけたが、フェリペ以外のいずれの子供も夭折した。
残された子供はイサベル・クララ・エウヘニア、カタリーナ・ミカエラ、フェリペ（後のフェリペ3世）だけであり、家庭的には恵まれない人物であった。
- マリア・マヌエラとの子供
  - ドン・カルロス（1545年 - 1568年）
- エリザベート・ド・ヴァロワとの子供
  - イサベル・クララ・エウヘニア（1566年 - 1633年） - オーストリア大公アルブレヒト妃
  - カタリーナ・ミカエラ（1567年 - 1597年） - サヴォイア公カルロ・エマヌエーレ1世妃
- アナ・デ・アウストリアとの子供
  - フェルナンド（1571年 - 1578年）
  - カルロス・ロレンツォ（1573年 - 1575年）
  - ディエゴ・フェリックス（1575年 - 1582年）
  - フェリペ3世（1578年 - 1621年） - スペイン・ナポリ・シチリア・ポルトガル国王
  - マリア（1580年 - 1583年）

### 系図
フェリペ2世と4人の妃との血縁関係
|                              |                              |                              |                              |                              |                              |  |  |                          |                          |                          |                          |                          |                          |  |  |                                  |                                  |                                  |                                  |                                  |                                  |  |  |                            |                            |                            |                            |                            |                            |  |  |                                |                                |                                |                                |                                |                                |         |         |                                    |                                    |                                    |                                    |                                    |                                    |  |  |                          |                          |                          |                          |                          |                          |                     |                     |                     |                     |            |            |            |            |  |  |                                 |                                 |                                 |                                 |                                 |                                 |  |  |
|                              |                              |                              |                              |                              |                              |  |  |                          |                          |                          |                          |                          |                          |  |  |                                  |                                  |                                  |                                  |                                  |                                  |  |  |                            |                            |                            |                            |                            |                            |  |  |                                |                                |                                |                                |                                |                                |         |         |                                    |                                    |                                    |                                    |                                    |                                    |  |  |                          |                          |                          |                          |                          |                          |                     |                     |                     |                     |            |            |            |            |  |  |                                 |                                 |                                 |                                 |                                 |                                 |  |  |
| ガストン4世 フォワ伯         | ガストン4世 フォワ伯         | ガストン4世 フォワ伯         | ガストン4世 フォワ伯         | ガストン4世 フォワ伯         | ガストン4世 フォワ伯         |  |  | レオノール ナバラ女王    | レオノール ナバラ女王    | レオノール ナバラ女王    | レオノール ナバラ女王    | レオノール ナバラ女王    | レオノール ナバラ女王    |  |  | マクシミリアン1世 神聖ローマ皇帝 | マクシミリアン1世 神聖ローマ皇帝 | マクシミリアン1世 神聖ローマ皇帝 | マクシミリアン1世 神聖ローマ皇帝 | マクシミリアン1世 神聖ローマ皇帝 | マクシミリアン1世 神聖ローマ皇帝 |  |  | フェルナンド2世 アラゴン王 | フェルナンド2世 アラゴン王 | フェルナンド2世 アラゴン王 | フェルナンド2世 アラゴン王 | フェルナンド2世 アラゴン王 | フェルナンド2世 アラゴン王 |  |  | イサベル1世 カスティーリャ女王 | イサベル1世 カスティーリャ女王 | イサベル1世 カスティーリャ女王 | イサベル1世 カスティーリャ女王 | イサベル1世 カスティーリャ女王 | イサベル1世 カスティーリャ女王 |         |         |                                    |                                    |                                    |                                    |                                    |                                    |  |  |                          |                          |                          |                          |                          |                          |                     |                     |                     |                     |            |            |            |            |  |  |                                 |                                 |                                 |                                 |                                 |                                 |  |  |
| ガストン4世 フォワ伯         | ガストン4世 フォワ伯         | ガストン4世 フォワ伯         | ガストン4世 フォワ伯         | ガストン4世 フォワ伯         | ガストン4世 フォワ伯         |  |  | レオノール ナバラ女王    | レオノール ナバラ女王    | レオノール ナバラ女王    | レオノール ナバラ女王    | レオノール ナバラ女王    | レオノール ナバラ女王    |  |  | マクシミリアン1世 神聖ローマ皇帝 | マクシミリアン1世 神聖ローマ皇帝 | マクシミリアン1世 神聖ローマ皇帝 | マクシミリアン1世 神聖ローマ皇帝 | マクシミリアン1世 神聖ローマ皇帝 | マクシミリアン1世 神聖ローマ皇帝 |  |  | フェルナンド2世 アラゴン王 | フェルナンド2世 アラゴン王 | フェルナンド2世 アラゴン王 | フェルナンド2世 アラゴン王 | フェルナンド2世 アラゴン王 | フェルナンド2世 アラゴン王 |  |  | イサベル1世 カスティーリャ女王 | イサベル1世 カスティーリャ女王 | イサベル1世 カスティーリャ女王 | イサベル1世 カスティーリャ女王 | イサベル1世 カスティーリャ女王 | イサベル1世 カスティーリャ女王 |         |         |                                    |                                    |                                    |                                    |                                    |                                    |  |  |                          |                          |                          |                          |                          |                          |                     |                     |                     |                     |            |            |            |            |  |  |                                 |                                 |                                 |                                 |                                 |                                 |  |  |
|                              |                              |                              |                              |                              |                              |  |  |                          |                          |                          |                          |                          |                          |  |  |                                  |                                  |                                  |                                  |                                  |                                  |  |  |                            |                            |                            |                            |                            |                            |  |  |                                |                                |                                |                                |                                |                                |         |         |                                    |                                    |                                    |                                    |                                    |                                    |  |  |                          |                          |                          |                          |                          |                          |                     |                     |                     |                     |            |            |            |            |  |  |                                 |                                 |                                 |                                 |                                 |                                 |  |  |
|                              |                              |                              |                              |                              |                              |  |  |                          |                          |                          |                          |                          |                          |  |  |                                  |                                  |                                  |                                  |                                  |                                  |  |  |                            |                            |                            |                            |                            |                            |  |  |                                |                                |                                |                                |                                |                                |         |         |                                    |                                    |                                    |                                    |                                    |                                    |  |  |                          |                          |                          |                          |                          |                          |                     |                     |                     |                     |            |            |            |            |  |  |                                 |                                 |                                 |                                 |                                 |                                 |  |  |
| フランソワ2世 ブルターニュ公 | フランソワ2世 ブルターニュ公 | フランソワ2世 ブルターニュ公 | フランソワ2世 ブルターニュ公 | フランソワ2世 ブルターニュ公 | フランソワ2世 ブルターニュ公 |  |  | マルグリット             | マルグリット             | マルグリット             | マルグリット             | マルグリット             | マルグリット             |  |  | フィリップ美公                   | フィリップ美公                   | フィリップ美公                   | フィリップ美公                   | フィリップ美公                   | フィリップ美公                   |  |  | フアナ カスティーリャ女王  | フアナ カスティーリャ女王  | フアナ カスティーリャ女王  | フアナ カスティーリャ女王  | フアナ カスティーリャ女王  | フアナ カスティーリャ女王  |  |  | マヌエル1世 ポルトガル王       | マヌエル1世 ポルトガル王       | マヌエル1世 ポルトガル王       | マヌエル1世 ポルトガル王       | マヌエル1世 ポルトガル王       | マヌエル1世 ポルトガル王       |         |         | マリア                             | マリア                             | マリア                             | マリア                             | マリア                             | マリア                             |  |  |                          |                          |                          |                          |                          |                          |                     |                     | キャサリン          | キャサリン          | キャサリン | キャサリン | キャサリン | キャサリン |  |  | ヘンリー8世 イングランド王      | ヘンリー8世 イングランド王      | ヘンリー8世 イングランド王      | ヘンリー8世 イングランド王      | ヘンリー8世 イングランド王      | ヘンリー8世 イングランド王      |  |  |
| フランソワ2世 ブルターニュ公 | フランソワ2世 ブルターニュ公 | フランソワ2世 ブルターニュ公 | フランソワ2世 ブルターニュ公 | フランソワ2世 ブルターニュ公 | フランソワ2世 ブルターニュ公 |  |  | マルグリット             | マルグリット             | マルグリット             | マルグリット             | マルグリット             | マルグリット             |  |  | フィリップ美公                   | フィリップ美公                   | フィリップ美公                   | フィリップ美公                   | フィリップ美公                   | フィリップ美公                   |  |  | フアナ カスティーリャ女王  | フアナ カスティーリャ女王  | フアナ カスティーリャ女王  | フアナ カスティーリャ女王  | フアナ カスティーリャ女王  | フアナ カスティーリャ女王  |  |  | マヌエル1世 ポルトガル王       | マヌエル1世 ポルトガル王       | マヌエル1世 ポルトガル王       | マヌエル1世 ポルトガル王       | マヌエル1世 ポルトガル王       | マヌエル1世 ポルトガル王       |         |         | マリア                             | マリア                             | マリア                             | マリア                             | マリア                             | マリア                             |  |  |                          |                          |                          |                          |                          |                          |                     |                     | キャサリン          | キャサリン          | キャサリン | キャサリン | キャサリン | キャサリン |  |  | ヘンリー8世 イングランド王      | ヘンリー8世 イングランド王      | ヘンリー8世 イングランド王      | ヘンリー8世 イングランド王      | ヘンリー8世 イングランド王      | ヘンリー8世 イングランド王      |  |  |
|                              |                              |                              |                              |                              |                              |  |  |                          |                          |                          |                          |                          |                          |  |  |                                  |                                  |                                  |                                  |                                  |                                  |  |  |                            |                            |                            |                            |                            |                            |  |  |                                |                                |                                |                                |                                |                                |         |         |                                    |                                    |                                    |                                    |                                    |                                    |  |  |                          |                          |                          |                          |                          |                          |                     |                     |                     |                     |            |            |            |            |  |  |                                 |                                 |                                 |                                 |                                 |                                 |  |  |
|                              |                              |                              |                              |                              |                              |  |  |                          |                          |                          |                          |                          |                          |  |  |                                  |                                  |                                  |                                  |                                  |                                  |  |  |                            |                            |                            |                            |                            |                            |  |  |                                |                                |                                |                                |                                |                                |         |         |                                    |                                    |                                    |                                    |                                    |                                    |  |  |                          |                          |                          |                          |                          |                          |                     |                     |                     |                     |            |            |            |            |  |  |                                 |                                 |                                 |                                 |                                 |                                 |  |  |
|                              |                              |                              |                              |                              |                              |  |  |                          |                          |                          |                          |                          |                          |  |  |                                  |                                  |                                  |                                  |                                  |                                  |  |  |                            |                            |                            |                            |                            |                            |  |  |                                |                                |                                |                                |                                |                                |         |         |                                    |                                    |                                    |                                    |                                    |                                    |  |  |                          |                          |                          |                          |                          |                          |                     |                     |                     |                     |            |            |            |            |  |  |                                 |                                 |                                 |                                 |                                 |                                 |  |  |
|                              |                              |                              |                              |                              |                              |  |  |                          |                          |                          |                          |                          |                          |  |  |                                  |                                  |                                  |                                  |                                  |                                  |  |  |                            |                            |                            |                            |                            |                            |  |  |                                |                                |                                |                                |                                |                                |         |         |                                    |                                    |                                    |                                    |                                    |                                    |  |  |                          |                          |                          |                          |                          |                          |                     |                     |                     |                     |            |            |            |            |  |  |                                 |                                 |                                 |                                 |                                 |                                 |  |  |
| アンヌ ブルターニュ女公      | アンヌ ブルターニュ女公      | アンヌ ブルターニュ女公      | アンヌ ブルターニュ女公      | アンヌ ブルターニュ女公      | アンヌ ブルターニュ女公      |  |  | ルイ12世 フランス王      | ルイ12世 フランス王      | ルイ12世 フランス王      | ルイ12世 フランス王      | ルイ12世 フランス王      | ルイ12世 フランス王      |  |  | レオノール                       | レオノール                       | レオノール                       | レオノール                       | レオノール                       | レオノール                       |  |  | カール5世 神聖ローマ皇帝   | カール5世 神聖ローマ皇帝   | カール5世 神聖ローマ皇帝   | カール5世 神聖ローマ皇帝   | カール5世 神聖ローマ皇帝   | カール5世 神聖ローマ皇帝   |  |  | イサベル                       | イサベル                       | イサベル                       | イサベル                       | イサベル                       | イサベル                       |         |         | フェルディナント1世 神聖ローマ皇帝 | フェルディナント1世 神聖ローマ皇帝 | フェルディナント1世 神聖ローマ皇帝 | フェルディナント1世 神聖ローマ皇帝 | フェルディナント1世 神聖ローマ皇帝 | フェルディナント1世 神聖ローマ皇帝 |  |  | ジョアン3世 ポルトガル王 | ジョアン3世 ポルトガル王 | ジョアン3世 ポルトガル王 | ジョアン3世 ポルトガル王 | ジョアン3世 ポルトガル王 | ジョアン3世 ポルトガル王 |                     |                     | カタリナ            | カタリナ            | カタリナ   | カタリナ   | カタリナ   | カタリナ   |  |  | メアリー1世(2) イングランド女王 | メアリー1世(2) イングランド女王 | メアリー1世(2) イングランド女王 | メアリー1世(2) イングランド女王 | メアリー1世(2) イングランド女王 | メアリー1世(2) イングランド女王 |  |  |
| アンヌ ブルターニュ女公      | アンヌ ブルターニュ女公      | アンヌ ブルターニュ女公      | アンヌ ブルターニュ女公      | アンヌ ブルターニュ女公      | アンヌ ブルターニュ女公      |  |  | ルイ12世 フランス王      | ルイ12世 フランス王      | ルイ12世 フランス王      | ルイ12世 フランス王      | ルイ12世 フランス王      | ルイ12世 フランス王      |  |  | レオノール                       | レオノール                       | レオノール                       | レオノール                       | レオノール                       | レオノール                       |  |  | カール5世 神聖ローマ皇帝   | カール5世 神聖ローマ皇帝   | カール5世 神聖ローマ皇帝   | カール5世 神聖ローマ皇帝   | カール5世 神聖ローマ皇帝   | カール5世 神聖ローマ皇帝   |  |  | イサベル                       | イサベル                       | イサベル                       | イサベル                       | イサベル                       | イサベル                       |         |         | フェルディナント1世 神聖ローマ皇帝 | フェルディナント1世 神聖ローマ皇帝 | フェルディナント1世 神聖ローマ皇帝 | フェルディナント1世 神聖ローマ皇帝 | フェルディナント1世 神聖ローマ皇帝 | フェルディナント1世 神聖ローマ皇帝 |  |  | ジョアン3世 ポルトガル王 | ジョアン3世 ポルトガル王 | ジョアン3世 ポルトガル王 | ジョアン3世 ポルトガル王 | ジョアン3世 ポルトガル王 | ジョアン3世 ポルトガル王 |                     |                     | カタリナ            | カタリナ            | カタリナ   | カタリナ   | カタリナ   | カタリナ   |  |  | メアリー1世(2) イングランド女王 | メアリー1世(2) イングランド女王 | メアリー1世(2) イングランド女王 | メアリー1世(2) イングランド女王 | メアリー1世(2) イングランド女王 | メアリー1世(2) イングランド女王 |  |  |
|                              |                              |                              |                              |                              |                              |  |  |                          |                          |                          |                          |                          |                          |  |  |                                  |                                  |                                  |                                  |                                  |                                  |  |  |                            |                            |                            |                            |                            |                            |  |  |                                |                                |                                |                                |                                |                                |         |         |                                    |                                    |                                    |                                    |                                    |                                    |  |  |                          |                          |                          |                          |                          |                          |                     |                     |                     |                     |            |            |            |            |  |  |                                 |                                 |                                 |                                 |                                 |                                 |  |  |
|                              |                              |                              |                              |                              |                              |  |  |                          |                          |                          |                          |                          |                          |  |  |                                  |                                  |                                  |                                  |                                  |                                  |  |  |                            |                            |                            |                            |                            |                            |  |  |                                |                                |                                |                                |                                |                                |         |         |                                    |                                    |                                    |                                    |                                    |                                    |  |  |                          |                          |                          |                          |                          |                          |                     |                     |                     |                     |            |            |            |            |  |  |                                 |                                 |                                 |                                 |                                 |                                 |  |  |
| クロード                     | クロード                     | クロード                     | クロード                     | クロード                     | クロード                     |  |  | フランソワ1世 フランス王 | フランソワ1世 フランス王 | フランソワ1世 フランス王 | フランソワ1世 フランス王 | フランソワ1世 フランス王 | フランソワ1世 フランス王 |  |  |                                  |                                  |                                  |                                  |                                  |                                  |  |  | フェリペ2世                | フェリペ2世                | フェリペ2世                | フェリペ2世                | フェリペ2世                | フェリペ2世                |  |  | マリア                         | マリア                         | マリア                         | マリア                         | マリア                         | マリア                         |         |         | マクシミリアン2世 神聖ローマ皇帝   | マクシミリアン2世 神聖ローマ皇帝   | マクシミリアン2世 神聖ローマ皇帝   | マクシミリアン2世 神聖ローマ皇帝   | マクシミリアン2世 神聖ローマ皇帝   | マクシミリアン2世 神聖ローマ皇帝   |  |  |                          |                          |                          |                          | マリア・マヌエラ(1)      | マリア・マヌエラ(1)      | マリア・マヌエラ(1) | マリア・マヌエラ(1) | マリア・マヌエラ(1) | マリア・マヌエラ(1) |            |            |            |            |  |  |                                 |                                 |                                 |                                 |                                 |                                 |  |  |
| クロード                     | クロード                     | クロード                     | クロード                     | クロード                     | クロード                     |  |  | フランソワ1世 フランス王 | フランソワ1世 フランス王 | フランソワ1世 フランス王 | フランソワ1世 フランス王 | フランソワ1世 フランス王 | フランソワ1世 フランス王 |  |  |                                  |                                  |                                  |                                  |                                  |                                  |  |  | フェリペ2世                | フェリペ2世                | フェリペ2世                | フェリペ2世                | フェリペ2世                | フェリペ2世                |  |  | マリア                         | マリア                         | マリア                         | マリア                         | マリア                         | マリア                         |         |         | マクシミリアン2世 神聖ローマ皇帝   | マクシミリアン2世 神聖ローマ皇帝   | マクシミリアン2世 神聖ローマ皇帝   | マクシミリアン2世 神聖ローマ皇帝   | マクシミリアン2世 神聖ローマ皇帝   | マクシミリアン2世 神聖ローマ皇帝   |  |  |                          |                          |                          |                          | マリア・マヌエラ(1)      | マリア・マヌエラ(1)      | マリア・マヌエラ(1) | マリア・マヌエラ(1) | マリア・マヌエラ(1) | マリア・マヌエラ(1) |            |            |            |            |  |  |                                 |                                 |                                 |                                 |                                 |                                 |  |  |
|                              |                              |                              |                              |                              |                              |  |  |                          |                          |                          |                          |                          |                          |  |  |                                  |                                  |                                  |                                  |                                  |                                  |  |  |                            |                            |                            |                            |                            |                            |  |  |                                |                                |                                |                                |                                |                                |         |         |                                    |                                    |                                    |                                    |                                    |                                    |  |  |                          |                          |                          |                          |                          |                          |                     |                     |                     |                     |            |            |            |            |  |  |                                 |                                 |                                 |                                 |                                 |                                 |  |  |
|                              |                              |                              |                              |                              |                              |  |  |                          |                          |                          |                          |                          |                          |  |  |                                  |                                  |                                  |                                  |                                  |                                  |  |  |                            |                            |                            |                            |                            |                            |  |  |                                |                                |                                |                                |                                |                                |         |         |                                    |                                    |                                    |                                    |                                    |                                    |  |  |                          |                          |                          |                          |                          |                          |                     |                     |                     |                     |            |            |            |            |  |  |                                 |                                 |                                 |                                 |                                 |                                 |  |  |
| カトリーヌ・ ド・メディシス  | カトリーヌ・ ド・メディシス  | カトリーヌ・ ド・メディシス  | カトリーヌ・ ド・メディシス  | カトリーヌ・ ド・メディシス  | カトリーヌ・ ド・メディシス  |  |  | アンリ2世 フランス王     | アンリ2世 フランス王     | アンリ2世 フランス王     | アンリ2世 フランス王     | アンリ2世 フランス王     | アンリ2世 フランス王     |  |  |                                  |                                  |                                  |                                  |                                  |                                  |  |  |                            |                            |                            |                            |                            |                            |  |  |                                |                                |                                |                                | アナ(4)                        | アナ(4)                        | アナ(4) | アナ(4) | アナ(4)                            | アナ(4)                            |                                    |                                    |                                    |                                    |  |  |                          |                          |                          |                          |                          |                          |                     |                     |                     |                     |            |            |            |            |  |  |                                 |                                 |                                 |                                 |                                 |                                 |  |  |
| カトリーヌ・ ド・メディシス  | カトリーヌ・ ド・メディシス  | カトリーヌ・ ド・メディシス  | カトリーヌ・ ド・メディシス  | カトリーヌ・ ド・メディシス  | カトリーヌ・ ド・メディシス  |  |  | アンリ2世 フランス王     | アンリ2世 フランス王     | アンリ2世 フランス王     | アンリ2世 フランス王     | アンリ2世 フランス王     | アンリ2世 フランス王     |  |  |                                  |                                  |                                  |                                  |                                  |                                  |  |  |                            |                            |                            |                            |                            |                            |  |  |                                |                                |                                |                                | アナ(4)                        | アナ(4)                        | アナ(4) | アナ(4) | アナ(4)                            | アナ(4)                            |                                    |                                    |                                    |                                    |  |  |                          |                          |                          |                          |                          |                          |                     |                     |                     |                     |            |            |            |            |  |  |                                 |                                 |                                 |                                 |                                 |                                 |  |  |
|                              |                              |                              |                              |                              |                              |  |  |                          |                          |                          |                          |                          |                          |  |  |                                  |                                  |                                  |                                  |                                  |                                  |  |  |                            |                            |                            |                            |                            |                            |  |  |                                |                                |                                |                                |                                |                                |         |         |                                    |                                    |                                    |                                    |                                    |                                    |  |  |                          |                          |                          |                          |                          |                          |                     |                     |                     |                     |            |            |            |            |  |  |                                 |                                 |                                 |                                 |                                 |                                 |  |  |
|                              |                              |                              |                              | エリザベート(3)              |                              |  |  |                          |                          |                          |                          |                          |                          |  |  |                                  |                                  |                                  |                                  |                                  |                                  |  |  |                            |                            |                            |                            |                            |                            |  |  |                                |                                |                                |                                |                                |                                |         |         |                                    |                                    |                                    |                                    |                                    |                                    |  |  |                          |                          |                          |                          |                          |                          |                     |                     |                     |                     |            |            |            |            |  |  |                                 |                                 |                                 |                                 |                                 |                                 |  |  |

## 逸話
フェリペ2世はサン・バルテルミの虐殺の報告を受けた時に生まれて初めて笑い、その後一生笑うことはなかったという。
現在のフィリピン共和国、フィリピン諸島などの「フィリピン」は、1542年にスペインの探検家ルイ・ロペス・デ・ビリャロボスがレイテ島とサマール島をフェリピナス諸島（Felipinas）と命名したことに起源を発するが、これは当時アストゥリアス公（王世子）だったフェリペの名に由来する。